# Walter Francis White
Walter Francis White (Atlanta, 1 juli 1893 - New York, 21 maart 1955) was een Afrikaans-Amerikaans burgerrechten-activist die zich actief inzette om de rassenscheiding  te beëindigen. Hij gaf gedurende bijna vijfentwintig jaar leiding aan de National Association for the Advancement of Colored People.

## Jeugd
White was de vierde van zeven kinderen van George W. White (1857) en Madeline White-Harrison (1863). Beide ouders waren in slavernij geboren en nu zij tot de nieuwe zwarte middenklasse behoorden maakten zij zich er sterk voor dat al hun kinderen een opleiding genoten.
De familie was van beide kanten van de familie van gevarieerde raciale achtergrond. White had voornamelijk blanke trekken. Dit benadrukte hij in zijn autobiografie A Man Called White: "Ik ben een neger. Mijn huid is wit, mijn ogen zijn blauw, mijn haar is blond. De trekken van mijn ras zijn nergens zichtbaar aan mij." Van zijn 32 betovergrootouders waren er vijf zwart en de andere zevenentwintig waren blank. Alle leden van zijn naaste familie hadden een lichte huid, zijn moeder Madeline was net als Walter licht van huid en had blauwe ogen en blond haar. De familie White beschouwde zichzelf als zwart en leefde onder de donkere gemeenschap van Atlanta.

## Carrière
Nadat White in 1916 zijn opleiding aan Atlanta University afrondde trad hij in dienst bij de Standard Life Insurance Company, een nieuw en succesvol bedrijf dat door Afrikaanse Amerikanen was opgericht in Atlanta.
Hij zette zich ook in om een lokale vestiging van de National Association for the Advancement of Colored People (NAACP) op te richten, die in 1909 tot stand kwam, en werd een van de lokale leiders. In 1918 verhuisde White op 25-jarige leeftijd naar New York om op het nationale hoofdkwartier van de NAACP te gaan werken. Walter White begon als secretaris, maar werd een undercoveragent in de onderzoeken naar lynchpartijen van donkere Amerikanen door blanke extremisten in het zuiden van de Verenigde Staten. Door zijn scherpe onderzoekende geest en lichte huid was Walter White de NAACP's geheime wapen tegen het blanke geweld. White kon doorgaan als blank en begaf zich onder extremistische groepen zoals de Ku Klux Klan om hen te kunnen ontmaskeren. Hij deed dit zo overtuigend dat hij door Edward Young Clark, de leider van de KKK, werd uitgenodigd om lid te worden van de KKK. Hij sloeg deze uitnodiging af, uit angst dat hij zou worden ontmaskerd. De NAACP publiceerde zijn bevindingen over deze misdaden en bood deze aan het openbaar ministerie en het New York City Police Department aan, maar in vrijwel geen enkel geval werd er door de zuidelijke overheden actie op ondernomen.
White sprak zich gedurende zijn gehele carrière uit tegen rassenscheiding en discriminatie, tegelijkertijd was hij tegen 'zwart nationalisme'.